# Jah is Real (2008)
Jah is Real é um álbum de reggae do cantor Burning Spear, produzido em 2016 por Magic Shop Studio.
Este álbum ganhou o prêmio Grammy de Melhor Álbum de Reggae na cerimônia do Grammy Awards em fevereiro de 2009.

## Faixas
O álbum Jah is Real possui duração de uma hora e ouito minutos dividivo em quatorze faixas:
- The Cruise (4:38)
- Step It (8:10)
- You Were Wrong (4:56)
- Run For Your Life (6:29)
- Jah is Real (4:06)
- People In High Places (4:23)
- One Africa (4:56)
- Grandfather (3:54)
- Wickedness (4:54)
- Stick to the Plan (4:29)
- No Compromise (4:17)
- 700 Strong (4:31)
- Grassroot (4:22)
- Step It Remix (4:41)